# Aromia moschata
Aromia moschata es una especie de escarabajo longicornio del género Aromia, tribu Callichromatini, subfamilia Cerambycinae. Fue descrita científicamente por Linné en 1758.
La especie se mantiene activa durante los meses de mayo, junio, julio, agosto y septiembre.

## Descripción
Mide 13-37 milímetros de longitud.

## Distribución
Se distribuye por casi toda Europa, China y Kazajistán.